# Johannes Nitsch (Politiker)
Johannes Nitsch (* 24. März 1937 in Freudenberg, Kreis Rößel/Ostpreußen) ist ein ehemaliger deutscher Politiker (CDU).

## Leben und Beruf
Nach dem Abitur an der Goethe-Oberschule in Köthen 1956 absolvierte Nitsch ein Studium der Starkstrom- und Energietechnik an der Technischen Hochschule Ilmenau, welches er 1962 als Diplom-Ingenieur für Elektrische Energietechnik beendete. Anschließend war er bis 1990 in verschiedenen Funktionen im VEB Energiebau Dresden tätig.
Johannes Nitsch ist katholisch, verheiratet und Vater von drei Töchtern.

## Partei
Im September 1989 wurde Nitsch Mitglied der CDU der DDR und gehörte bis Oktober 1990 auch deren Parteivorstand an. Von 1990 bis 2002 war er Mitglied des Kreisvorstandes der CDU Dresden.

## Abgeordneter
Vom 5. April bis zum 2. Oktober 1990 gehörte Nitsch der 10. Volkskammer der DDR, die erstmals aus einer freien Wahl hervorgegangen war, an. Er wurde auf Platz 11 der CDU-Wahlkreisliste des Wahlkreises 3 (Dresden) gewählt und war in der Volkskammer wirtschaftspolitischer Sprecher und stellvertretender Vorsitzender der CDU-Fraktion (später CDU/DA-Fraktion).
Im Zuge der deutschen Wiedervereinigung am 3. Oktober 1990 wurde Nitsch als eines von 144 Mitgliedern von der Volkskammer in den Deutschen Bundestag entsandt. Bei den Bundestagswahlen 1990 und 1994 wurde er jeweils mit dem Direktmandat des Wahlkreises 319 (Dresden II) in den Bundestag gewählt und gehörte diesem bis zum Ende der 13. Wahlperiode am 26. Oktober 1998 an. Von 1991 bis 1994 war er stellvertretender Vorsitzender der CDU/CSU-Bundestagsfraktion und Vorsitzender der innerhalb der Fraktion gebildeten Kommission „Wiederaufbau Neue Bundesländer“.

## Öffentliche Ämter
Vom 17. November 1994 bis zum 26. Oktober 1998 amtierte Johannes Nitsch als Parlamentarischer Staatssekretär beim Bundesminister für Verkehr.